# Antonio Damasio
António Rosa Damásio (Lissabon, 25 februari 1944) is een Portugees neuroloog, hoogleraar en schrijver, die al tientallen jaren in de VS woont en werkt. 
Damasio is vooral bekend geworden door zijn boek Descartes' Error: Emotion, Reason, and the Human Brain (De vergissing van Descartes. Gevoel, verstand en het menselijk brein) waarin hij de biologische basis van de werking van de hersenen onder de loep neemt. 

## Levensloop
Hij studeerde geneeskunde en promoveerde aan de Universiteit van Lissabon. Van 1976 tot 2005 werkte hij aan het universitair ziekenhuis van de Universiteit van Iowa in Iowa city, waar hij hoogleraar en hoofd van de afdeling neurologie was. 
Tegenwoordig is hij hoogleraar, David Dornsife Professor of Neuroscience, aan de University of Southern California.
In 2010 ontving hij een eredoctoraat aan de Universiteit Leiden. Op 4 februari 2013 kreeg hij een eredoctoraat aan de KU Leuven.

## Werk

### Somatische stempels
Een van de ideeën van Damásio is de zogenaamde somatische stempel-hypothese. Deze veronderstelt dat een bepaalde lichamelijke status die bekend is uit eerdere ervaringen, wordt gekoppeld aan een emotie en dat deze combinatie wordt opgeslagen in de prefrontale cortex. Deze informatie kan later worden gebruikt voor het bepalen van sociaal gedrag of het nemen van beslissingen. Het proces kan zich bewust of onbewust afspelen.
De theorie is niet zonder kritiek, maar lijkt bevestigd te worden door een experiment met een kaartspel waarin beloning en straf een rol spelen.

### Bewustzijn
Volgens Damásio is het bewustzijn een toestand waarin men kennis heeft van het eigen bestaan en dat van de omgeving. Het is een exclusieve kijk, of perspectief op het eigen organisme, dat niet toegankelijk is voor anderen. De toestand van het bewustzijn is niet hetzelfde als louter 'wakker zijn'; het laatste is eerder een voorwaarde voor het zelfbewustzijn. 
Binnen het proces van de evolutie hebben het zelfbewustzijn en gerelateerde processen als nadenken, zelfreflectie etc. vermoedelijk een voordeel betekend in de strijd om te overleven. Het bewustzijn als beleving van het zelf komt in het brein tot stand in de vorm van beelden van objecten en gevoelens. Damásio noemt dit een 'protozelf'. Het protozelf is niet hetzelfde als een homunculus (mannetje in het hoofd) maar een verzameling van patronen of kaarten ('maps') van activiteiten in de hersenen waarin waarneming van externe prikkels (indrukken uit omgeving) en interne prikkels (beleving van innerlijke lichamelijke processen) worden geïntegreerd. Hierbij werken gebieden in de hersenstam samen met gebieden in de cortex cerebri zoals de insula, de cortex cingularis anterior , de tastgebieden en de frontale oogvelden.